# NGC 277
NGC 277 è una galassia lenticolare situata nella costellazione della Balena.

## Descrizione
Data la sua luminosità superficiale pari a 14,26, NGC 277 può essere classificata come una galassia a bassa luminosità superficiale (nella letteratura in lingua inglese abbreviata in LSB, acronimo di Low Surface Brightness). Le galassie LSB sono galassie di tipo diffuso (D) con una luminosità superficiale inferiore di almeno una magnitudine a quella del cielo notturno circostante.

## Scoperta
NGC 277 è stata scoperta l'8 ottobre 1864 dall'astronomo prussiano Heinrich d'Arrest.